# 크리스 프룸

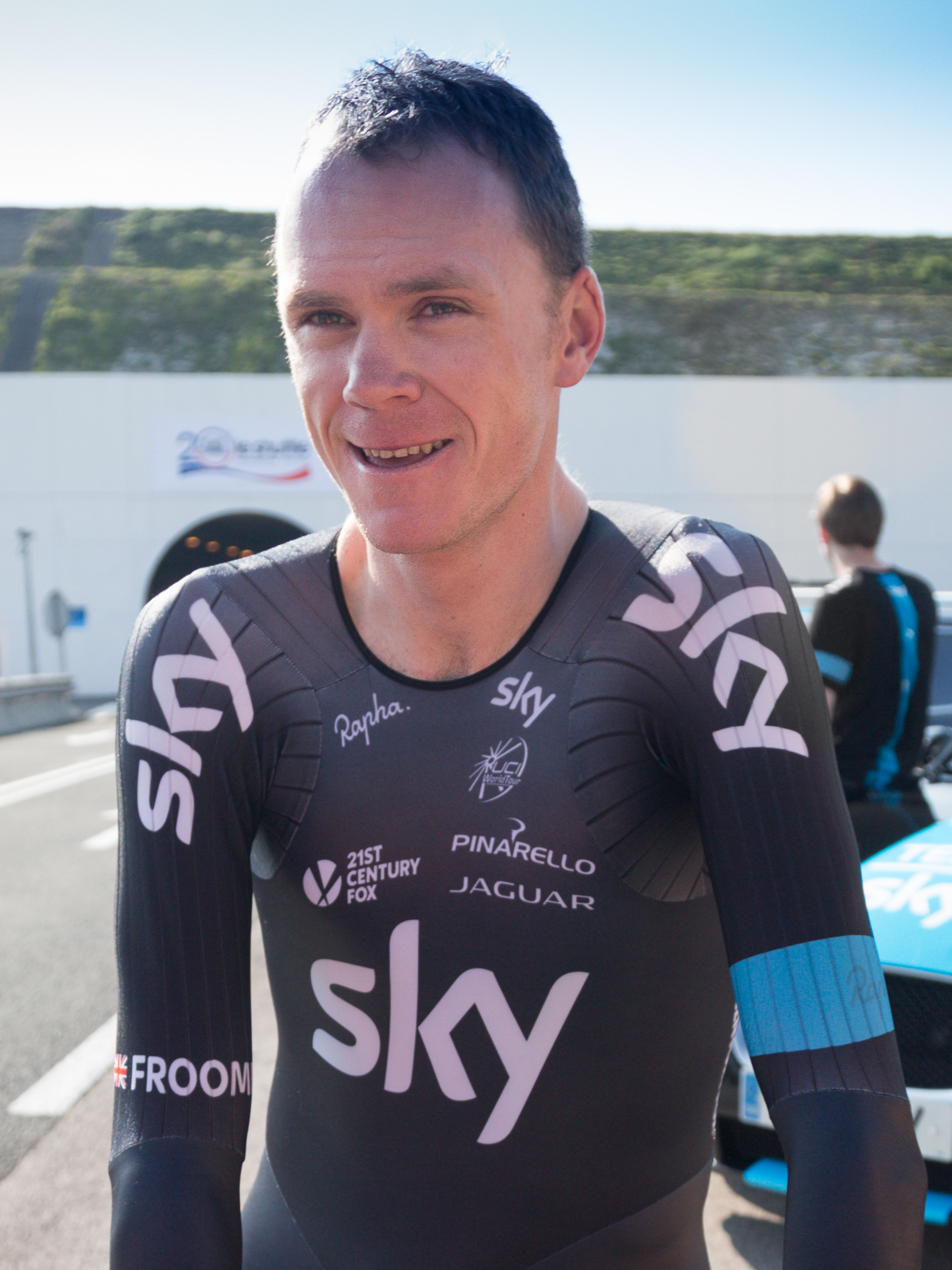
크리스 프룸 (2014년)

크리스 프룸(영어: Chris Froome, OBE, 1985년 5월 20일 ~ )은 영국의 자전거 경기 선수이다. 2013년·2015년·2016년·2017년투르 드 프랑스 대회에서 우승하였다.
현재소속 팀은 이네오스 그레네디어이며 이스라엘 스타트업 네이션으로 이적할 예정이다.
사용하는 바이크는 피나렐로 f12이다.우리나라에는 레탑코리아,사인회등의이유로 방문했으며 전세계적으로 많은 팬들을 보유하고 있다.

## 서훈
- 2016년 대영 제국 훈장 4등급(OBE) 수훈[1]

## 같이 보기
- 올림픽 사이클 남자 메달리스트 목록